# Giovanna Diamante
Giovanna Tomanik Diamante (São Paulo, 26 de junho de 1997) é uma nadadora brasileira especialista em nado borboleta.

## Trajetória esportiva
Nos Jogos Olímpicos de Verão da Juventude de 2014 em Nanjing, ela ganhou uma medalha de prata no revezamento misto 4 × 100m livre. Ela também terminou em 4º lugar no revezamento misto 4 × 100 m medley; 5º lugar no revezamento 4 x 100 m livre feminino; 8º lugar nos 50 m borboleta; 10º lugar nos 100 m borboleta; 15º lugar nos 200 m borboleta; e 20º nos 200 m livres.
Nos Jogos Pan-Americanos de 2019, realizados em Lima, Peru, ela ganhou uma medalha de ouro no revezamento 4 × 100 m medley misto, e uma medalha de bronze no revezamento 4 × 100 m medley feminino. Ela também terminou em 4º lugar nos 100 m borboleta e 11º nos 200 m borboleta.
Nos Jogos Olímpicos de Verão de 2020 em Tóquio, ela terminou em 14º no revezamento 4 × 100 m medley misto, junto com Guilherme Basseto, Felipe Lima e Stephanie Balduccini.
No Campeonato Mundial de Natação em Piscina Curta de 2021 em Abu Dhabi, ela terminou em 7º no revezamento 4 x 200 metros livre feminino, junto com Nathalia Almeida, Viviane Jungblut e Gabrielle Roncatto; 12º nos 100 m borboleta; 11º nos 200 m borboleta e 18º nos 50 m borboleta.
Ela esteve no Campeonato Mundial de Esportes Aquáticos de 2022, realizado em Budapeste, Hungria. Participando do revezamento 4x100m livre brasileiro, formado por Ana Carolina Vieira, Stephanie Balduccini, Diamante e Giovana Reis, ela terminou em 6º lugar com o tempo de 3m38s10. Esta foi a primeira vez que o Brasil classificou um revezamento feminino para uma final de Campeonato Mundial de Esportes Aquáticos desde 2009, e a melhor colocação do país nesta prova no Mundial de todos os tempos. No revezamento 4x200m livre, formado por Diamante, Stephanie Balduccini, Aline Rodrigues e Maria Paula Heitmann, ela terminou em 6º lugar com o tempo de 7m58s38. Esta foi a melhor colocação do Brasil nesta prova no Mundial em todos os tempos. No revezamento 4 x 100 me livre misto, ela terminou em 6º lugar na final, ao lado de Gabriel Santos, Vinicius Assunção e Stephanie Balduccini, quebrando o recorde sul-americano e igualando a melhor marca do Brasil obtida em 2015. No revezamento 4 × 100 m medley misto, ela terminou em 9º junto com Guilherme Basseto, João Gomes Júnior e Stephanie Balduccini. Ela também terminou em 10º nos 100 m borboleta, 10º no revezamento 4 × 100 m medley feminino, 18º nos 200 m borboleta e 22º nos 50 m borboleta.